# 高瓊 (宋朝)
高琼（935年—1006年12月26日），字宝臣，亳州蒙城（今安徽省蒙城县）人。北宋軍事人物。太宗藩邸出身，历仕龙直指挥使、保大军节度使、检校太尉、忠武军节度使。屡立战功，不识字而晓达军政。

## 生平
高琼少时凶猛无赖，沦为强盗，被抓后，将在午门被斩首。时值夏雨滂沱，看守稍有松懈，高琼便掣断锁钉逃遁。先在后周王审琦部下为将，显德五年（958年），从征南唐时立过战功。
赵光义（即宋太宗）任京兆尹时，得知高琼勇猛有将才，便召来安置在帐下做贴身侍卫。太宗曾陪侍宋太祖赵匡胤在宫中宴饮，喝得大醉，到退席时，赵匡胤送赵光义到苑门。当时高琼与戴兴、王超、李斌、桑赞都随从赵光义，高琼左手抓住马靮，右手执马镫，赵光义才能乘马。赵匡胤见到高琼等人，颇为赏识他们的壮猛，并认为他们都有将帅之才，因此赐给高琼等控鹤官的衣带及器物布帛，且勉励他们尽心侍奉赵光义。
开宝九年（976年），宋太宗赵光义即位，高琼升任御龙直指挥使。
太平兴国四年（979年），太宗率军亲征北汉，高琼随征，太宗命他带领两班弓箭手，合围攻城。五月，太宗趁伐取北汉之势，从太原出发展开北伐，虽初战告捷，却在高梁河之战中大败。太宗仓皇撤离，留高琼与军中吹鼓手殿后，当时六班扈从都没跟上，只有高琼最先率所部跟上，太宗很高兴，特别慰劳他。同年，升任天武（步军）都指挥使、领西州刺史。
太平兴国五年（980年），改任神卫左厢（《宋史》作右厢）都指挥使，兼任本州团练使。太宗巡师大名时，命高琼与日骑（骑军）右厢都指挥使朱守节一同任京城内巡检。
太平兴国七年（982年），发生了卢多逊私通秦王赵廷美之事，高琼因巡查京城而受牵连，被降职外出任许州马步军都指挥使。
当时许州的数十个亡命骑兵，在知州臧丙出游城郊时，谋划威逼劫迫臧丙的导从叛乱。高琼获悉此情后即告诉臧丙，劝他还城，并亲自率领随从将士数十人，带着弓箭单骑追捕叛兵，至榆林村，才追上他们。叛军进入村后民舍，登在墙头抗拒。叛军首领外号青脚狼，正要搭弩射高琼，被高琼一箭击毙，于是将他们全部捕送到许州。臧丙上奏此事。
雍熙三年（986年），太宗正筹划北伐，召高琼回京。同年，宋军五路北伐（雍熙北伐），高琼被授任为马步军都军头，兼任蓟州刺史、楼船战棹都指挥使，率船千艘赶赴雄州，自沧州出海，北攻平州（今卢龙县），连克秦皇岛、锦州等地，后又筑易州城。同年，北伐失败。高琼回京后，任天武右厢都指挥使，兼任本州团练使。
端拱元年（988年），升任左厢都指挥使，改兼富州团练使。同年秋，出任单州防御使，后改贝州部署。当初，高琼与范廷召、王超、孔守正等一同外调京师。数月后，范廷召等都复任军职，高琼悒悒不乐。当时王承衍镇守贝丘，其妻昭庆公主常常入宫，颇知太宗很是厚爱高琼，王承衍因而多次宽慰他。
端拱二年（989年），高琼被召还京师。先例，廉察（一般指观察使）以上的官员入朝，才有茶药赏赐，但太宗却特例赏赐高琼。三月后，升朔、易二州帅臣，太宗下诏授高琼任侍卫步军都指挥使，领归义军节度使，而范廷召等人才开始加授观察使，无法与高琼相比。
后又出任并州马步军都部署，镇守雁门、宁武、偏头三关。当时潘美也在太原，旧制规定，节度使兼任军职者位居上，而高琼却因潘美是老臣，特地上表请让自己位居其下，获太宗允许。后来，守兵中有人因为仓廪粮米陈腐而谣言惑众，高琼知道后，一日出巡各营，士兵正在聚餐，高琼因此取饭自吃，并对众人说：“现在边线无警，你们坐在这里饱食酒肉，应该知福。”众人于是不再议论。改任镇州都部署。
至道年间（995年—997年），就地改任保大军节度使，仍旧领兵。
宋真宗即位后，加高琼为彰信军节度使，充任太宗山陵部署，后又复任并、代都部署。
咸平二年（999年）冬，辽兵入侵，真宗亲自前往河朔，命马步军都虞候傅潜统兵八万迎敌。当时萧太后到达狼山大夏。
咸平三年（1000年），真宗抵达大名府，派杨允恭驰往边关，令高琼率所部出土门，与石保吉在镇、定二州会合，分屯冀州、邢州。此时，傅潜怯战溃退，辽兵长驱直下。真宗急诏高琼代傅潜为帅，辽朝旋即撤兵，高琼复还本职。转运使上报高琼的功绩，真宗下诏褒奖。
同年，高琼轮换回到京师，因手伤不能持笏，特诏许执木棒入见，并授任殿前都指挥使。先前，范廷召、桑赞所带边防士兵临敌后退，谏官请求将他们治罪。真宗询问高琼意见，琼答道：“兵违将令，依法当杀。但陛下去年已免了他们的罪，如今怎能又去治罪呢？而且又正要派兵屯守各路，在这种时候改变原来的决定，臣恐怕人心会疑惑畏惧。”此事便作罢。
景德元年（1004年）冬，萧太后与辽圣宗率精兵二十万，再次南侵，直抵澶州（今河南濮阳市）北城，朝野震惊。真宗召集群臣议策，有的主张南迁，有的主张西逃。宰相寇准力排众议，请真宗亲征。真宗畏敌，朝议难决。寇准出殿遇高琼，言明此事，高琼说：“国家临危，理当效死！”随同寇准上殿见真宗。高琼慷慨陈词：“宰相主战，实乃良谋。若避敌迁都，就一定会军心动摇。望陛下亲征，重振军威，一定能大败辽师。老臣虽年近古稀，愿效力死战。”促真宗下定亲征的决心。
真宗起驾后，高琼与寇准二人不离左右，适时进谏，坚定真宗抗敌的信心。到了澶州南城，探马飞报辽军势盛。真宗惧敌，不想前进。高琼劝道：“陛下若不渡河，难定军心，请火速进军。”佥书枢密院事冯拯大声斥责：“太尉无理。”高琼亦怒声大喝：“学士因为文才位至两府（指中书省与枢密院），如今敌军骑兵多到如此，还责备我无礼，你为什么不赋诗退敌？”冯拯不敢回答。高琼遂拥真宗前行。到达黄河浮桥，真宗又想停留，高琼急令驭辇武士飞马前进，直抵澶州北城，请真宗全副仪仗登上城楼。城外宋军见真宗亲征，都高呼“万岁”，军威大振。当时宋军以伏弩射杀辽国先锋萧挞凛，辽军士气受挫。其后与北宋订立和约，史称“澶渊之盟”。
景德二年（1005年），因宋辽和议，朝廷精简兵卒，但凡班直十年以上的出补军校之职，年老的退为本班剩员。高琼上奏说：“这不是激励将士的方法，宿卫难道不辛苦吗？”从此，但凡宿卫八年的也可补职军校。
马军都校葛霸代理步军司，当时正因病告退，真宗令高琼兼领这二司。高琼从容地对真宗说：“臣已经年老体衰，如果又有疾病，那又必须一人来总领此二职。臣在前一朝任职时，朝中侍卫都虞候以上常常多至十员，职位相当，容易改任，而且使军队熟悉他们的名望，到时若边关有急，也可以选用。”真宗深以为然。不久，高琼因久病在身请求解除兵权，真宗便授其为检校太尉、忠武军节度使。
景德三年（1006年），高琼病危，真宗想要亲临慰问，却遭知枢密院王钦若有意阻止。同年十二月四日（12月26日），高琼病逝，享年七十二岁，获赠侍中。  有关部门上言应该为高琼辍朝一日，真宗因其未曾犯错，特别为他辍朝两日。 归葬故里双锁山西南麓。
高琼不识字，但他经常告诫他的儿子：“你们不要依仗父辈的功绩作荫庇，而要勤奋读书，以求得个人的出路。”
后加赠太师、尚书令兼中书令，追封卫国烈武王。
建炎年间（1127年—1130年），高宗下诏在杭州武林门内建高氏”五王祠”，内祀武烈王高琼、康王高继勋、楚王高遵甫、普安郡王高士林、新兴郡王高公纪一门五代。
绍兴初年（1131年），在山阴县西梅花山白达湾建分祠。
乾道二年（1166年）二月，提举浙东高敏信顺从民意，祭祀五王，并附祀少保忠节公高世则。

## 家族
高琼祖上世代居燕，其祖高霸，其父高乾（追赠尚书令、冀国公）。至五代时迁居蒙城（今安徽省蒙城县涡北区泰山乡高庄）。
- 祖父:高霸
  - 父亲:高乾，尚书令、冀国公
  - 二弟：高瑶，官至富州团练使
  - 三弟：高玖，终生未仕。
    - 妻子： 刘金定，今安徽蒙城人，生卒年不详，小涧镇双锁山有其遗迹。
    - 原配：李氏，追封魏国夫人。
    - 继室：李氏，追封楚国夫人。
      - 子[23]：

    - 高继勋：历仕右班殿直、崇仪使、陇州团练使、知滑州，卒年七十八。死后赠太尉、太师，追封康王，谥号穆武。
    - 高继杰：官至四方馆使、荣州团练使。
    - 高继熹：官至西头供奉官。
    - 高继密：官至内殿承制、合门祇候。宋咸平三年为筠州。
    - 高继宣：官至天武捧日四厢都指挥使、眉州防御使。
    - 高继隆：官至引进使、陵州团练使。
    - 高继元：官至东上合门使、嘉州刺史。
    - 高继荀：官至右侍禁。
    - 高继芳：官至供备库使、忠州刺史。

## 高刘合墓
刘金定在双锁山立牌比武招亲，高君宝（琼）路过，劈碎招亲牌，双方恶斗，最后刘金定以其高超武艺三服了高君宝，彼此互赠金锏银铃订终身。刘金定旋即随高琼发山寨兵马数千，渡过淮河攻南唐军，在八公山、寿州一带，横刀立马，力夺重关，大败南唐军固守的唐高关和八公山区，遂解宋军之围。北宋建立后，刘金定随丈夫高琼北上抗辽，助丈夫镇守雁门、宁武、偏头三关等重地，为保卫边疆再立功。与高琼合葬于双锁山。

## 延伸阅读
[在维基数据编辑]
 《宋史·卷289》，出自脱脱《宋史》